# クリッテンデン郡 (ケンタッキー州)
クリッテンデン郡（英: Crittenden County）は、アメリカ合衆国ケンタッキー州の西部に位置する郡である。2010年国勢調査での人口は9,315人であり、2000年の9,384人から0.7％減少した。郡庁所在地はマリオン（人口3,039人）であり、同郡で人口最大の都市でもある。クリッテンデン郡は1842年に設立され、郡名は1848年から1850年までケンタッキー州知事を務めたジョン・J・クリッテンデンに因んで名付けられた。南北戦争のとき、クリッテンデン郡は概して南部寄りだった。南北両軍が郡内を何度も通過し、幾度か小戦闘も起こった。南北戦争の最終盤である1865年にはゲリラが郡庁舎を焼いた。
アルコール飲料の販売が制限あるいは禁止されている「ドライ郡」（禁酒郡）である。

## 地理
アメリカ合衆国国勢調査局に拠れば、郡域全面積は370.95平方マイル (960.8 km2)であり、このうち陸地362.14平方マイル (937.9 km2)、水域は8.81平方マイル (22.8 km2)で水域率は2.37％である。

### 主要高規格道路
- アメリカ国道60号線
- アメリカ国道641号線
- ケンタッキー州道70号線
- ケンタッキー州道91号線
- ケンタッキー州道120号線
- ケンタッキー州道295号線

### 隣接する郡
- ユニオン郡 - 北
- ウェブスター郡 - 北東
- コールドウェル郡 - 南東
- ライアン郡 - 南
- リビングストン郡 - 西
- ハーディン郡 (イリノイ州) - 北西、オハイオ川の対岸

## 人口動態
以下は2000年国勢調査による人口統計データである。
| 基礎データ - 人口: 9,384人 - 世帯数: 3,829 世帯 - 家族数: 2,707 家族 - 人口密度: 10人/km2（26人/mi2） - 住居数: 4,410軒 - 住居密度: 5軒/km2（12軒/mi2） 人種別人口構成 - 白人: 98.24% - アフリカン・アメリカン: 0.65% - ネイティブ・アメリカン: 0.15% - アジア人: 0.09% - その他の人種: 0.14% - 混血: 0.74% - ヒスパニック・ラテン系: 0.51% 年齢別人口構成 - 18歳未満: 23.2% - 18-24歳: 8.0% - 25-44歳: 26.1% - 45-64歳: 26.4% - 65歳以上: 16.3% - 年齢の中央値: 40歳 - 性比（女性100人あたり男性の人口） - 総人口: 93.8 - 18歳以上: 92.5 | 世帯と家族（対世帯数） - 18歳未満の子供がいる: 29.6% - 結婚・同居している夫婦: 58.8% - 未婚・離婚・死別女性が世帯主: 8.9% - 非家族世帯: 29.3% - 単身世帯: 27.0% - 65歳以上の老人1人暮らし: 13.8% - 平均構成人数 - 世帯: 2.42人 - 家族: 2.93人 収入と家計 - 収入の中央値 - 世帯: 29,060米ドル - 家族: 36,462米ドル - 性別 - 男性: 30,509米ドル - 女性: 18,961米ドル - 人口1人あたり収入: 15,262米ドル - 貧困線以下 - 対人口: 19.1% - 対家族数: 14.7% - 18歳未満: 30.8% - 65歳以上: 15.7% |

## 都市と町
| - マリオン - 郡庁所在地 - クレイン - ダイカスバーグ - マットゥーン - メキシコ | - トールー - フランシス - シェリダン - シェイディグローブ |

## 教育
郡内の児童生徒はマリオン市にあるクリッテンデン郡教育学区の学校群に通っている。